# Securitologia
Securitologia
Źródła terminu securitologia należy poszukiwać w starożytnym Rzymie i w języku łacińskim. Nauki o bezpieczeństwie swoją nazwę wywodzą od łacińskiego securitas, co po polsku znaczy bezpieczeństwo. Przyrostek logos oznacza naukę, a więc securit(o)logia jest to nauka o bezpieczeństwie lub w liczbie mnogiej nauki o bezpieczeństwie.
Securitologia należy do nauk praktycznych, które wskazują perspektywę niwelowania zagrożeń dla istnienia, rozwoju i normalnego funkcjonowania człowieka i organizacji społecznych.
W Polsce w 2011 r. nauki o bezpieczeństwie zostały uznane za dyscyplinę naukową najpierw w dziedzinie nauk humanistycznych, a potem w nowo wyodrębnionej dziedzinie nauk społecznych.
Józef Żółtaszek, jeden z pierwszych badaczy problematyki bezpieczeństwa (w ramach, jak sam określał, naukowej organizacji bezpieczeństwa), pisał w latach 30. XX w.: „bezpieczeństwem nazywać będziemy zapewnienie całości życia, zdrowia i mienia; przy czym mamy tutaj na myśli nie tylko osoby fizyczne, ale i prawne, jak również związki społeczne i państwowe”. Autor zaproponował metodę badawczą „Pól niebezpiecznych” o zasięgu fizycznym i psychicznym i zapowiadał, że w wyniku przeprowadzonych badań oraz na podstawie doświadczenia i posiadanej wiedzy uda nam się ustalić miejsca zagrożone, określić istnienie ich w czasie, następnie odkryć warunki, które będą stanowić o bezpieczeństwie.
Autor przeciwstawił polom niebezpiecznym „pola bezpieczeństwa” o zasięgu fizycznym i psychicznym, odnoszące się do poszczególnych osób fizycznych, miasta, prowincji, państwa.
W 1967 roku Kongres Stanów Zjednoczonych utworzył multimodalną i niezależną od administracji rządowej Krajową Radę Bezpieczeństwa Transportu. Podobne agencję zostały utworzone przez Australię, Kanadę, Szwecję, Norwegię, Finlandię, Nową Zelandię i Holandię.
W Europie w naukach o bezpieczeństwie, zdominowanych dotychczas przez interesy polityczne państw, dopiero po 1989 roku zaczęto dostrzegać znaczenie bezpieczeństwa ludzi i grup społecznych. Przedstawiciele nauk przyrodniczych, technicznych, medycznych, rolniczych i społecznych, a także różnych szczegółowych dyscyplin naukowych przestali ufać jedynej obowiązującej dotychczas wykładni wskazującej, czyje bezpieczeństwo i przez kogo jest zagrożone. Podmiotem zainteresowania nauki ponownie stał się człowiek i tworzone przez ludzi grupy społeczne, a nie tylko państwo i władza w tym państwie. Badacze podejmujący problem bezpieczeństwa z pozycji securitologii w centrum uwagi stawiają człowieka, jego potrzeby i wyznawane przez niego wartości.
W Rosji bezpieczeństwo jest przedmiotem analiz m.in. Włodzimierza I. Yarotchkina. V.K. Senthagov proponuje „nowe podejście” poprzez traktowanie bezpieczeństwa jako zdolności do życia dowolnego biologicznego obiektu. Senthagov uważa bezpieczeństwo za wiodące w systemie kluczowych pojęć aktywności człowieka i zwraca uwagę, iż dojrzała już sytuacja do tego, żeby liczne współczesne analizy w ekonomice były dopełnione lub skorygowane studiami pojęcia „bezpieczeństwo”. Tym niemniej w dalszym ciągu większość autorów zajmujących się w Rosji bezpieczeństwem ekonomicznym pomija aspekt bezpieczeństwa człowieka, i uważa je wyłącznie za nieodłączną część składową narodowego bezpieczeństwa państwa.
Jedna z najważniejszych agend ONZ o nazwie Program Narodów Zjednoczonych ds. Rozwoju (UNDP) uznała w 1994 roku, że „koncepcja bezpieczeństwa zbyt długo była rozumiana wąsko: jako bezpieczeństwo terytorium wolnego od zewnętrznej agresji lub jako ochrona narodowego interesu w polityce zagranicznej bądź jako światowe bezpieczeństwo, wolne od zagrożenia nuklearnym holocaustem (...). Dla większości zwyczajnych ludzi brak poczucia bezpieczeństwa (insecurity) wynika raczej z obawy o codzienny byt niż ze strachu przed światową katastrofą”. Problem bezpieczeństwa ludzi (human security) został poddany analizie w wymiarach ekonomicznym, żywnościowym, zdrowotnym, ekologicznym, osobistym, społecznym i politycznym.
Raport UNDP z 1994 roku wyszczególnił cztery główne cechy bezpieczeństwa ludzi. Po pierwsze, ustalono, że jest to pojęcie uniwersalne, ponieważ dotyczy całej ludzkości. Po drugie, wszystkie wymiary human security są powiązane ze sobą. Po trzecie, jest ono łatwiejsze do zapewnienia poprzez prewencję niż późniejszą interwencję. Po czwarte, jest zorientowane na człowieka (people-centred).
W 2000 roku na konferencji krakowskiej utworzono niezależne od administracji rządowej Europejskie Stowarzyszenie Nauk o Bezpieczeństwie (European Association for Security), zrzeszające przedstawicieli różnorodnych dyscyplin i nurtów badawczych nauk o bezpieczeństwie, filozofii, socjologii i kultury bezpieczeństwa, bezpieczeństwa cywilnego, nauk policyjnych, wojskowych i kultury fizycznej, bezpieczeństwa życia, studiów nad bezpieczeństwem itp. Autorem deklaracji założycielskiej i prezesem Stowarzyszenia od 12.05.2000 r. jest Leszek F. Korzeniowski. Wśród założycieli są m.in. Tadeusz Ambroży, Tadeusz Hanausek, Stanisław Piocha z Polski, Vladimir Janeček, Ján Mikolaj, Ján Korčmároš, Pavel Poledňák, Tatiana Varcholova ze Słowacji i inni.
Kanadyjski politolog, dyrektor Centrum Międzynarodowych Innowacji Publicznych w Ontario Fen Olser Hampson bezpieczeństwo jednostki opisuje jako brak zagrożeń dla kluczowych wartości w wymiarach: prawa człowieka, fizyczne bezpieczeństwo ludzi (freedom for fear) oraz zrównoważony rozwój człowieka (freedom from want).
Holenderski inżynier i psycholog społeczny Geert Hofstede odwołując się do przedstawiania ryzyka jako stopnia prawdopodobieństwa, że dane zajście czy sytuacja będą miały miejsce podkreśla, że nie należy mylić unikania niepewności
z awersją do podejmowania ryzyka. Niepewność ma się do ryzyka tak, jak niepokój do strachu. Strach i ryzyko są nakierowane na coś konkretnego: przedmiot lub osobę w przypadku strachu lub jakieś wydarzenie w przypadku ryzyka, natomiast niepokój i niepewność są uczuciami mało sprecyzowanymi. Niepokój jest bezprzedmiotowy, a niepewność nie ma przypisanego prawdopodobieństwa. Jest to sytuacja, w której wszystko może się zdarzyć i nie mamy pojęcia, co to może być. Gdy tylko sprowadzi się niepewność do postaci konkretnie istniejącego ryzyka, to przestaje ona być źródłem niepokoju. Ryzyko może wtedy co prawda stać się przyczyną strachu, ale najczęściej zostaje zaakceptowane jako część schematu, na przykład jazdy samochodem, uprawiania sportu, sprawowania funkcji menedżerskich. Bezpieczeństwo w kontaktach różnych grup reprezentujących odmienne kultury jest skutkiem upowszechniania wspólnych praktyk, przy świadomości, zrozumieniu i zachowaniu różnic w wartościach. „Inne znaczy niebezpieczne” jest prymitywnym przejawem indywidualnego unikania niepewności.
Urlich Beck, urodzony w Słupsku (obecnie Polska) niemiecki socjolog, określił społeczeństwo ryzyka jako społeczeństwo zagrożone skutkami ubocznymi rozwoju naukowo-technicznego. Równocześnie można wysunąć wnioski, że chodzi tu nie tylko o konsekwencje zdrowotne dla człowieka i natury, lecz także o społeczne, gospodarcze, polityczne konsekwencje skutków ubocznych tych skutków ubocznych; należą do nich: załamanie rynku, dewaluacja kapitału, biurokratyczne kontrole decyzji przedsiębiorstw, otwarcie nowych rynków, gigantyczne koszty, procesy sądowe, utrata twarzy. W społeczeństwie ryzyka, stopniowo albo skokowo – przez alarm ostrzegający przed smogiem, wypadek z trującą substancją itd. – powstaje polityczny potencjał katastrof. (...) Społeczeństwo ryzyka jest społeczeństwem katastrof. Zagraża mu to, że stany wyjątkowe stają się normalnymi”. W ten oto sposób Ulrich Beck najprecyzyjniej wyraził istotę związków: bezpieczeństwo – zagrożenia – ryzyko: „(...) społeczeństwo ryzyka. Jego normatywny antyprojekt, który leży u jego podstaw i który je napędza, to bezpieczeństwo”. Normatywnym antyprojektem bezpieczeństwa jest nie-bezpieczeństwo (zagrożenie).
Podejście podmiotowe:
Bezpieczeństwo to stan podmiotu, jego potencjał i możliwości adekwatnego reagowania na zagrożenia, zagadnienie ochrony podmiotu przed zagrożeniami. Bezpieczeństwo podmiotu zagrożonego jest odpowiedzią na pytanie: bezpieczeństwo kogo, czego? lub inaczej: ochrona kogo, czego?
Ze względu na rodzaj zagrożonych podmiotów można rozróżnić:
Bezpieczeństwo (ochrona) jednostki lub grupy ludzi (małej grupy, społeczeństwa, ludzkości)
Bezpieczeństwo (ochrona) natury (przyrody, zwierząt, roślin itp.)
Bezpieczeństwo (ochrona) rzeczy (budynku, mostu itp.)
Bezpieczeństwo (ochrona) pieniędzy (kasy, finansów itp.)
Bezpieczeństwo (ochrona) informacji (danych, korespondencji, listu itp.)
Podejście przedmiotowe:
Bezpieczeństwo jest funkcją wielu różnorodnych czynników konstruktywnych albo destrukcyjnych. Ze względu na rodzaje zagrożeń można wyróżnić rodzaje bezpieczeństwa podmiotu:
Bezpieczeństwo (zagrożenia) obiektywne lub subiektywne.
Bezpieczeństwo (zagrożenia) wewnętrzne lub zewnętrzne.
Bezpieczeństwo (zagrożenia) abstrakcyjne lub konkretne.
Bezpieczeństwo (zagrożenia) potencjalne (bierne) lub aktywne.
Bezpieczeństwo (zagrożenia) statyczne albo dynamiczne.
Bezpieczeństwo (zagrożenia) ludzkie (personalne), lub rzeczowe, lub finansowe, lub informacyjne.

## Geneza
Securitologia jest słowem ukształtowanym na bazie łacińskiego securus – se (oddzielnie, osobno), cura (dbałość, opieka, troska). W wierzeniach starożytnych Rzymian sine cura (Securitas) była uosobieniem bezpieczeństwa i ufności.
Pierwsze publikacje, w których starano się wyodrębnić pojęcie securitologii jako dyscypliny naukowej pochodzą z 1989 roku, co można też wyjaśnić nowymi potrzebami i oczekiwaniami, a także warunkami kształtującymi się po rewolucyjnej zmianie ustrojów społeczno-politycznych w Europie.
Po europejskiej rewolucji z 1989 roku przedstawiciele nauk przyrodniczych, technicznych, medycznych, rolniczych i społecznych przestali ufać jedynej obowiązującej dotychczas teorii o czyje bezpieczeństwo chodzi i przez kogo jest zagrożone. Głównym przedmiotem nauk ponownie stał się człowiek i tworzone przez niego grupy społeczne.
Określenie securitologii pojawiło się nie raz w różnych publikacjach naukowych w ostatniej dekadzie lat dziewięćdziesiątych XX wieku. Dzisiaj jest to dyscyplina naukowa o wyodrębnionym przedmiocie i metodologii badań nad bezpieczeństwem człowieka i instytucji.

## Przedstawiciele
- Czechy: J. Janošec, A. Rašek
- Polska: T. Ambroży, L. F. Korzeniowski, S. Kozdrowski, J. Świniarski
- Rosja: W. I. Yarotchkin
- Słowacja: L. Hofreiter, F. Škvrnda
- Ukraina: V. M. Zaplatynskyj